# Miyata Kōji
Miyata Kōji (jap. 宮田 孝治; * 15. Januar 1923) ist ein ehemaliger japanischer Fußballspieler.
Miyata debütierte in der Japanischen Fußballnationalmannschaft bei den Asienspielen 1951 in der Begegnung gegen die Auswahl Irans, die 0:0 unentschieden endete. Es folgten noch fünf weitere Berufungen. Sein letztes Spiel absolvierte er bei den Asienspielen 1954 gegen die Auswahl Indiens, welches mit 2:3 verloren wurde.